# Rhyparomatrix fuscotaeniaella
Rhyparomatrix fuscotaeniaella is een vlinder uit de familie van de Lecithoceridae. De wetenschappelijke naam van de soort is voor het eerst geldig gepubliceerd in 1878 door Chambers.